# GeForce 16
A série GeForce 16 é uma família de unidades de processamento gráfico desenvolvidas pela Nvidia, com base na microarquitetura Turing, anunciada em fevereiro de 2019. A série 16, comercializada no mesmo prazo que a série 20, visa cobrir o mercado de nível básico a intermediário, não atendido por este último. Como resultado, a mídia o comparou principalmente com AMD Radeon RX 500 de GPUs.

## Arquitetura
A série GeForce 16 é baseada na mesma arquitetura de Turing usada na série GeForce 20, com mudanças ao omitir os núcleos Tensor (AI) e RT (ray tracing) exclusivos da série 20. A série 16, no entanto, retém os núcleos inteiros dedicados usados para execução simultânea de operações inteiras e de ponto flutuante. Em 18 de março de 2019, a Nvidia anunciou que, por meio de uma atualização de driver em abril de 2019, eles habilitariam DirectX Raytracing em placas da série 16 começando com GTX 1660, juntamente com certas placas da série 10, um recurso reservado para a série RTX até aquele momento.

## Produtos
A série GeForce 16 foi lançada em 22 de fevereiro de 2019 com o anúncio da GeForce GTX 1660 Ti. As placas possuem uma interface PCIe 3.0 x16, que as conecta à CPU, produzidas com o processo FinFET de 12 nm da TSMC. Em 22 de abril de 2019, coincidindo com o anúncio da GTX 1650, a Nvidia anunciou laptops equipados com chipsets GTX 1650 integrados. TU117 não suporta Nvidia Optical Flow, que é útil para software de interpolação de movimento. Todas as GPUs TU117 usam o codificador NVENC de Volta (que tem uma melhoria marginalmente melhor em relação a Pascal) em vez do de Turing.

### Desktop
| Modelo                 | Lançamento              | Preço de lançamento (USD) | Nomes dos códigos | Transistores (bilhões) | Tamanho da matriz(mm2) | Core config      | Cache L2 (MB) | Velocidades de clock | Velocidades de clock | Taxa de preenchimento | Taxa de preenchimento | Memória      | Memória                 | Memória | Memória                     | Poder de processamento (GFLOPS) | Poder de processamento (GFLOPS) | Poder de processamento (GFLOPS) | TDP   |
| Modelo                 | Lançamento              | Preço de lançamento (USD) | Nomes dos códigos | Transistores (bilhões) | Tamanho da matriz(mm2) | Core config      | Cache L2 (MB) | Core (MHz)           | Memória (GT/s)       | Pixel (Gpx/s)         | Textura (Gtex/s)      | Tamanho (GB) | Largura de banda (GB/s) | Tipo    | Largura do barramento (bit) | meia precisão (boost)           | precisão única (boost)          | precisão dupla (boost)          | TDP   |
|                        |                         |                           |                   |                        |                        |                  |               |                      |                      |                       |                       |              |                         |         |                             |                                 |                                 |                                 |       |
| ---------------------- | ----------------------- | ------------------------- | ----------------- | ---------------------- | ---------------------- | ---------------- | ------------- | -------------------- | -------------------- | --------------------- | --------------------- | ------------ | ----------------------- | ------- | --------------------------- | ------------------------------- | ------------------------------- | ------------------------------- | ----- |
| GeForce GTX 1630       | 28 de junho de 2022     | ?                         | TU117-150         | 4.7                    | 200                    | 512:32:16 8 SM   | 1             | 1740 (1785)          | 12.0                 | 27.84 (28.56)         | 55.68 (57.12)         | 4            | 96                      | GDDR6   | 64                          | 3564 (3656)                     | 1782 (1828)                     | 55.68 (57.12)                   | 75 W  |
| GeForce GTX 1650       | 23 de abril de 2019     | $149                      | TU117-300         | 4.7                    | 200                    | 896:56:32 14 SM  | 1             | 1485 (1665)          | 8.0                  | 47.52 (53.28)         | 83.16 (93.24)         | 4            | 128                     | GDDR5   | 128                         | 5322 (5967)                     | 2661 (2984)                     | 83.16 (93.24)                   | 75 W  |
| GeForce GTX 1650       | 3 de abril de 2020      | $149                      | TU117-300         | 4.7                    | 200                    | 896:56:32 14 SM  | 1             | 1410 (1590)          | 12.0                 | 45.12 (50.88)         | 78.96 (89.04)         | 4            | 192                     | GDDR6   | 128                         | 5053 (5699)                     | 2527 (2849)                     | 78.96 (89.04)                   | 75 W  |
| GeForce GTX 1650       | 1 de julho de 2020      | $149                      | TU116-150         | 6.6                    | 284                    | 896:56:32 14 SM  | 1             | 1410 (1590)          | 12.0                 | 45.12 (50.88)         | 78.96 (89.04)         | 4            | 192                     | GDDR6   | 128                         | 5053 (5699)                     | 2527 (2849)                     | 78.96 (89.04)                   | 80 W  |
| GeForce GTX 1650       | 29 de junho de 2020     | ?                         | TU106-125         | 10.8                   | 445                    | 896:56:32 14 SM  | 1             | 1410 (1590)          | 12.0                 | 45.12 (50.88)         | 78.96 (89.04)         | 4            | 192                     | GDDR6   | 128                         | 5053 (5699)                     | 2527 (2849)                     | 78.96 (89.04)                   | 90 W  |
| GeForce GTX 1650 Super | 22 de novembro de 2019  | $159                      | TU116-250         | 6.6                    | 284                    | 1280:80:32 20 SM | 1             | 1530 (1725)          | 12.0                 | 48.96 (55.20)         | 122.4 (138.0)         | 4            | 192                     | GDDR6   | 128                         | 7834 (8832)                     | 3917 (4416)                     | 122.4 (138.0)                   | 100 W |
| GeForce GTX 1660       | 14 de março de 2019     | $219                      | TU116-300         | 6.6                    | 284                    | 1408:88:48 22 SM | 1.5           | 1530 (1785)          | 8.0                  | 73.44 (85.68)         | 134.6 (157.1)         | 6            | 192                     | GDDR5   | 192                         | 8617 (10053)                    | 4309 (5027)                     | 134.6 (157.1)                   | 120 W |
| GeForce GTX 1660 Super | 29 de outubro de 2019   | $229                      | TU116-300         | 6.6                    | 284                    | 1408:88:48 22 SM | 1.5           | 1530 (1785)          | 14.0                 | 73.44 (85.68)         | 134.6 (157.1)         | 6            | 336                     | GDDR6   | 192                         | 8617 (10053)                    | 4309 (5027)                     | 134.6 (157.1)                   | 125 W |
| GeForce GTX 1660 Ti    | 22 de fevereiro de 2019 | $279                      | TU116-400         | 6.6                    | 284                    | 1536:96:48 24 SM | 1.5           | 1500 (1770)          | 12.0                 | 72.00 (84.96)         | 144.0 (169.9)         | 6            | 288                     | GDDR6   | 192                         | 9216 (10875)                    | 4608 (5437)                     | 144.0 (169.9)                   | 120 W |

### Laptop
| Modelo                             | Lançamento          | Nomes dos códigos        | Transistores (bilhões) | Tamanho da matriz(mm2) | Core config      | Cache L2 (MB) | Velocidades de clock | Velocidades de clock | Taxa de preenchimento | Taxa de preenchimento | Memória      | Memória                 | Memória | Memória                     | Poder de processamento (GFLOPS) | Poder de processamento (GFLOPS) | Poder de processamento (GFLOPS) | TDP  |
| Modelo                             | Lançamento          | Nomes dos códigos        | Transistores (bilhões) | Tamanho da matriz(mm2) | Core config      | Cache L2 (MB) | Core (MHz)           | Memória (GT/s)       | Pixel (Gpx/s)         | Textura (Gtex/s)      | Tamanho (GB) | Largura de banda (GB/s) | Tipo    | Largura do barramento (bit) | meia precisão (boost)           | precisão única (boost)          | precisão dupla (boost)          | TDP  |
|                                    |                     |                          |                        |                        |                  |               |                      |                      |                       |                       |              |                         |         |                             |                                 |                                 |                                 |      |
| ---------------------------------- | ------------------- | ------------------------ | ---------------------- | ---------------------- | ---------------- | ------------- | -------------------- | -------------------- | --------------------- | --------------------- | ------------ | ----------------------- | ------- | --------------------------- | ------------------------------- | ------------------------------- | ------------------------------- | ---- |
| GeForce GTX 1650 Max-Q (Laptop)    | 23 de abril de 2019 | TU117-750 (N18P-G0-MP)   | 4.7                    | 200                    | 1024:64:32 16 SM | 1             | 1020 (1245)          | 8.0                  | 32.64 (39.84)         | 65.28 (79.68)         | 4            | 128                     | GDDR5   | 128                         | 4178 (5100)                     | 2089 (2550)                     | 65.28 (79.68)                   | 35 W |
| GeForce GTX 1650 Max-Q (Laptop)    | 15 de abril de 2020 | TU117-753 (N18P-G61-MP2) | 4.7                    | 200                    | 1024:64:32 16 SM | 1             | 930 (1125)           | 12.0                 | 29.76 (36.00)         | 59.52 (72.00)         | 4            | 192                     | GDDR6   | 128                         | 3809 (4608)                     | 1905 (2304)                     | 59.52 (72.00)                   | 30 W |
| GeForce GTX 1650 (Laptop)          | 23 de abril de 2019 | TU117-750 (N18P-G0-MP)   | 4.7                    | 200                    | 1024:64:32 16 SM | 1             | 1395 (1560)          | 8.0                  | 44.64 (49.92)         | 89.28 (99.84)         | 4            | 128                     | GDDR5   | 128                         | 5714 (6390)                     | 2857 (3195)                     | 89.28 (99.84)                   | 50 W |
| GeForce GTX 1650 (Laptop)          | 15 de abril de 2020 | TU117-753 (N18P-G61-MP2) | 4.7                    | 200                    | 1024:64:32 16 SM | 1             | 1380 (1515)          | 12.0                 | 44.16 (48.48)         | 88.32 (96.96)         | 4            | 192                     | GDDR6   | 128                         | 5653 (6205)                     | 2826 (3103)                     | 88.32 (96.96)                   | 50 W |
| GeForce GTX 1650 Ti Max-Q (Laptop) | 2 de abril de 2020  | TU117-775 (N18P-G62)     | 4.7                    | 200                    | 1024:64:32 16 SM | 1             | 1035 (1200)          | 12.0                 | 33.12 (38.40)         | 66.24 (76.80)         | 4            | 192                     | GDDR6   | 128                         | 4239 (4915)                     | 2120 (2458)                     | 66.24 (76.80)                   | 35 W |
| GeForce GTX 1650 Ti (Laptop)       | 2 de abril de 2020  | TU117-775 (N18P-G62)     | 4.7                    | 200                    | 1024:64:32 16 SM | 1             | 1350 (1485)          | 12.0                 | 43.20 (47.52)         | 86.40 (95.04)         | 4            | 192                     | GDDR6   | 128                         | 5530 (6083)                     | 2765 (3041)                     | 86.40 (95.04)                   | 55 W |
| GeForce GTX 1660 Ti Max-Q (Laptop) | 23 de abril de 2019 | TU116-750 (N18E-G0)      | 6.6                    | 284                    | 1536:96:48 24 SM | 1.5           | 1140 (1335)          | 12.0                 | 54.72 (64.08)         | 109.4 (128.2)         | 6            | 288                     | GDDR6   | 192                         | 7004 (8202)                     | 3502 (4101)                     | 109.4 (128.2)                   | 60 W |
| GeForce GTX 1660 Ti (Laptop)       | 23 de abril de 2019 | TU116-750 (N18E-G0)      | 6.6                    | 284                    | 1536:96:48 24 SM | 1.5           | 1455 (1590)          | 12.0                 | 69.84 (76.32)         | 139.7 (152.6)         | 6            | 288                     | GDDR6   | 192                         | 8940 (9769)                     | 4470 (4884)                     | 139.7 (152.6)                   | 80 W |

1. ↑  No OpenCL 3.0, a funcionalidade do OpenCL 1.2 tornou-se uma linha de base obrigatória, enquanto todos os recursos do OpenCL 2.xe OpenCL 3.0 se tornaram opcionais.
2. 1 2  Shaders Unificados: Unidades de Mapeamento de Textura: Unidades de Saída de Renderização e Streaming multiprocessors (SM)
3. 1 2  Os valores de aumento do núcleo (se disponíveis) são indicados abaixo do valor base entre colchetes.
4. 1 2   taxa de preenchimento de pixel é calculada como o número de ROPs multiplicado pela velocidade de clock base (ou aumento) do núcleo.
5. 1 2  A taxa de preenchimento da textura é calculada como o número de TMUs multiplicado pelo clock base (ou intensificada) do clock do núcleo.

## Recepção

### GTX 1630
Após seu lançamento em junho de 2022, o GTX 1630 recebeu críticas negativas. Uma crítica de duas estrelas de Jarred Walton em Tom's Hardware criticou seu preço, especialmente considerando que foi lançado 3 anos depois da maior parte da série 16, embora tivesse um desempenho melhor do que o GTX 1050. Walton escreveu que "o único concorrente real para o GTX 1630 é a Radeon RX 6400 lançada recentemente pela AMD, mas esta nova placa Nvidia realmente faz com que a 6400 sem brilho pareça boa". Ele concluiu que "ninguém deveria dar atenção à GTX 1630" e, em vez disso, recomendou a GTX 1650 e a 1650 Super por suas especificações e desempenho dramaticamente aprimorados por um preço semelhante. TechSpot caracterizou as especificações do GTX 1630 como uma "versão reduzida do GTX 1650" de abril de 2019, que é "silício de 3 anos que, para dizer o mínimo, era bastante patético naquela época". Jacob Roach, da Digital Trends, observou que a GTX 1630 lançada em 2022 foi superada por uma AMD Radeon RX 470 de 2016.

### GTX 1650
O Tom's Hardware criticou o GTX 1650, observando que a variante de 8 GB do RX 570 é "mais rápida, mais barata e mais capaz de lidar com jogos com grandes requisitos de memória".
A Forbes descreveu o GTX 1650 como "uma escolha tentadora para um PC para jogos superpequeno e com baixo consumo de energia". No entanto, "quando se trata de valor e retorno para seu investimento, o RX 570 da AMD é a escolha clara em geral."

### GTX 1650 Super
PC Gamer descreveu o GTX 1650 Super como um "acéfalo" e uma "recomendação superfácil" sobre o 1650 original, já que custa apenas US $ 10 a mais e é "consistentemente cerca de 30 por cento mais rápido" . No entanto, eles criticaram a pequena quantidade de VRAM (4GB) e observaram que os usuários que possuem um PC que não possui cabos de alimentação PCIe disponíveis devem "ficar com o vanilla 1650" porque a variante Super tem um consumo de energia maior (75W vs 100W). Ao todo, ela tem um "grande valor geral" e, por enquanto, "reivindica a coroa de melhor placa gráfica de baixo custo", sendo consistentemente mais rápida que a RX 580 e chegando perto da RX 590 quando o VRAM não é um fator limitante.

### GTX 1660 Super
Eles descobriram que o GTX 1660 Super "quase faz o 1660 Ti parecer redundante" e notaram que "supera qualquer coisa que a AMD oferece atualmente na mesma faixa de preço", sendo "cerca de 20 por cento mais rápido que o RX 590".